# Podsadzka

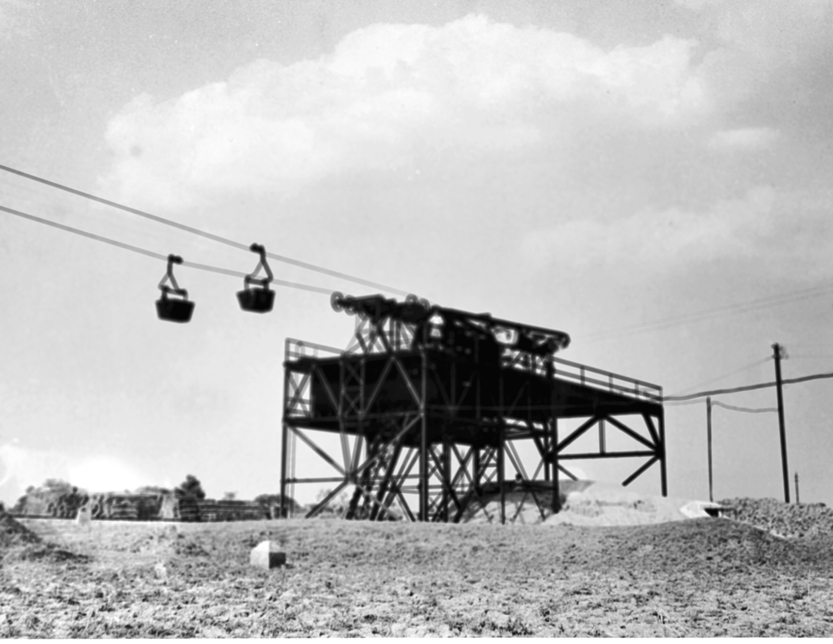
Szyb podsadzkowy wraz z linociągiem do transportu piasku rzecznego, kopalnia węgla w zagłębiu Jharia, Okręg Damodar, Indie

Podsadzka – wypełnianie pustek poeksploatacyjnych w kopalniach podziemnych.
Materiał stosowany do podsadzania jest nazywany materiałem podsadzkowym. 
Materiał podsadzkowy powinien być nietoksyczny i niepalny, jest dostarczany z powierzchni lub wyrobisk drążonych kamieniu, transportowany pojazdami górniczymi lub kanałem podsadzkowym.
Materiałem podsadzkowym może być piasek lub odpady przemysłowe: skała płonna, żwir, żużel, popiół granulowany, a także mieszanina piasku z odpadami i inne substancje spełniające określone wymogi ministerstwa ochrony środowiska.
Celem zniwelowania ubytku masy spowodowanego eksploatacją górotworu. Osiadanie terenu wynosi zaledwie 10–15% miąższości pokładu.
Rodzaje podsadzek
- podsadzka sucha:
  - układana ręcznie ze skały płonnej
  - miotana (mechanicznie)
  - pneumatyczna (dmuchana za pomocą sprężonego powietrza);
- podsadzka hydrauliczna – powstaje przez tłoczenie do wyrobisk kopalnianych nawodnionego piasku lub rzadziej skały płonnej

Podsadzka sucha i podsadzka hydrauliczna może być:
- pełna
- częściowa (pasowa lub w szachownicę).

Zalety podsadzania wyrobisk
Likwidacja zrobów poprzez podsadzanie może przynieść następujące korzyści:
- opanowywanie pracy stropów
- zmniejszenie wielości deformacji górotworu
- zmniejszenie strat eksploatacyjnych
- likwidacja pożarów kopalnianych przy zastosowaniu podsadzki hydraulicznej
- ochrona środowiska poprzez wykorzystanie odpadów jako materiału
- likwidacja niedostępnych zrobów mogących powodować nieciągłe deformacje powierzchni i pożaru endogeniczne pokładów
- zmniejszenie ilości wydzielanych gazów kopalnianych.

## Podsadzka w Polsce

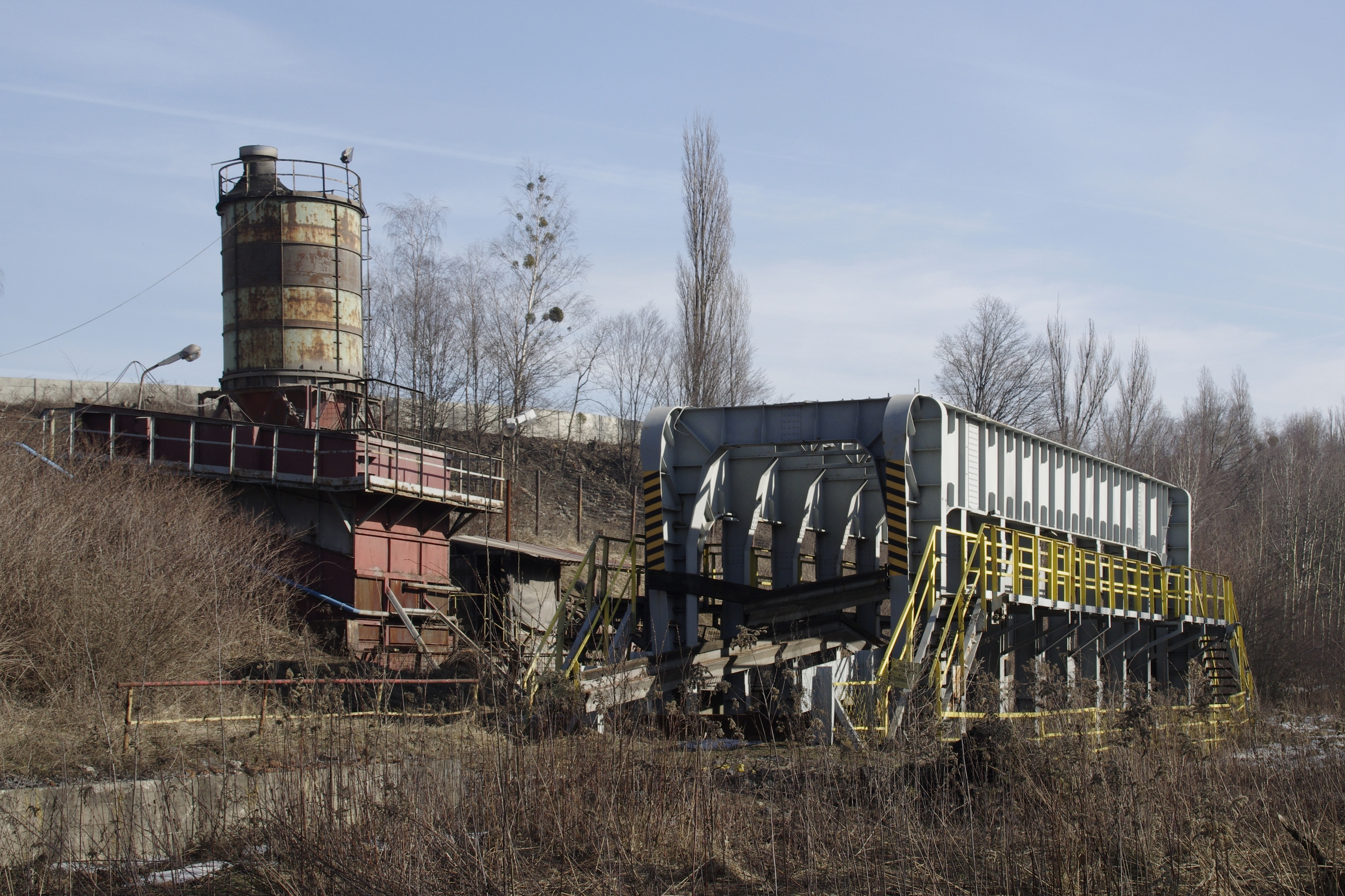
Most podsadzkowy przy szybie Zbigniew, KWK Bobrek-Piekary, ruch Bobrek (2019)

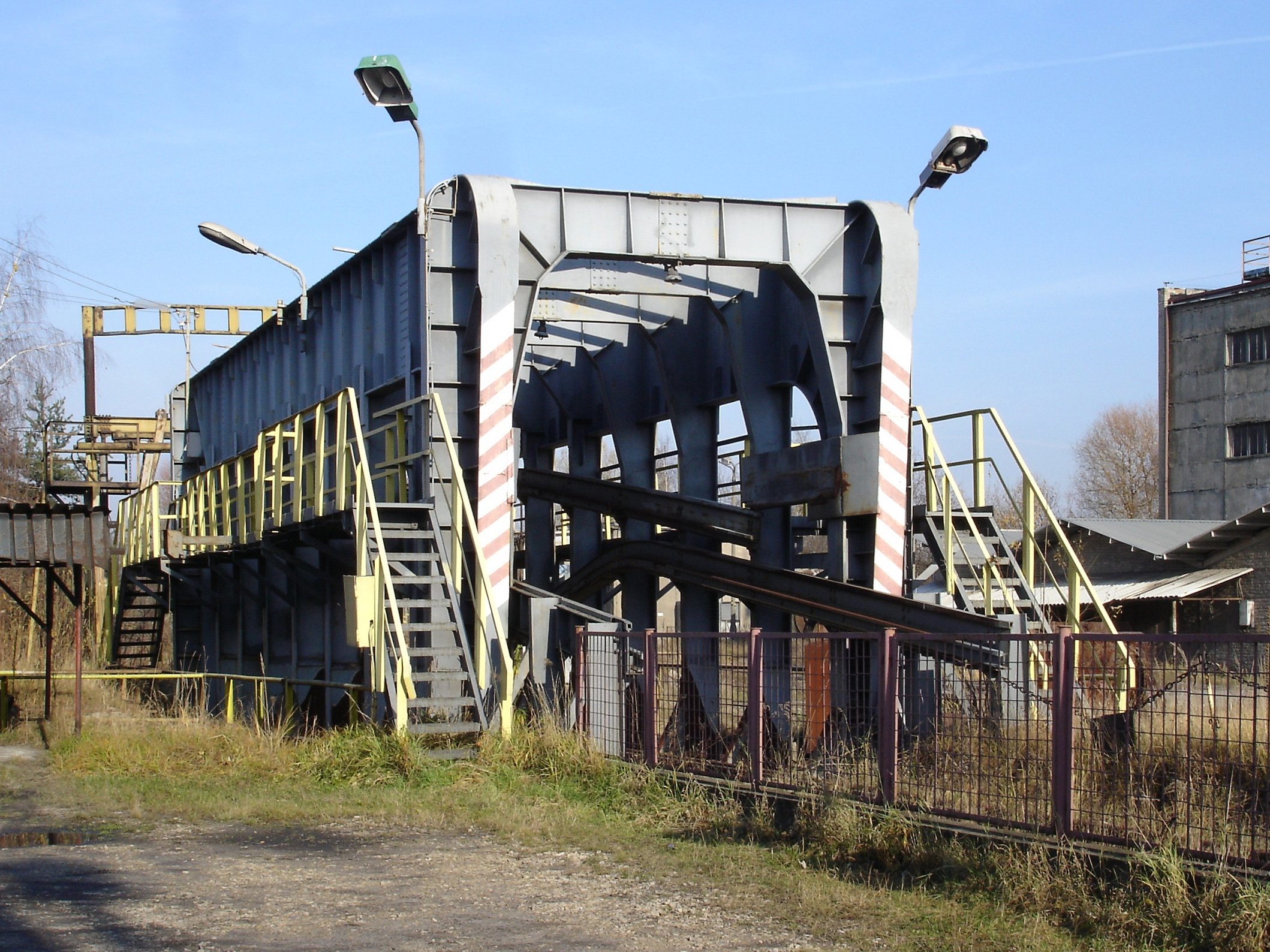
Most podsadzkowy przy szybie Witczak, KWK Centrum, Bytom (2016)

Podsadzka z wykorzystaniem skały płonnej składowanej na hałdach została wprowadzona na ziemiach polskich w 1893 roku.

### Kopalnie piasku podsadzkowego
Kopalnie Górnośląskiego Okręgu Przemysłowego w latach 80. były zaopatrywane w piasek podsadzkowy głównie z kopalni piasku w Szczakowej (rejon Pustyni Błędowskiej), Kotlarni, Gołonogu. Piasek był transportowany koleją czterema magistralami: wschodnią, zachodnią, północną i południową oraz linią biegnącą do Rybnickiego Okręgu Węglowego. Materiał był ładowany w samowyładowcze wagony podsadzkowe, które wjeżdżały na samowyładowcze mosty podsadzkowe.

### Współczesność
Obecnie w polskich kopalniach stosuje się podsadzkę hydrauliczną. Taki sposób zabezpieczania wyrobisk stanowił zaledwie 2% w 2009 roku (w przeciwieństwie do ok. 50% w przeszłości) i był stosowany w kopalniach: KWK Bobrek-Centrum (zakończenie podsadzki przed 2011 rokiem), KWK Wujek (zakończenie podsadzki w połowie 2015 roku), KWK Wieczorek (planowane zakończenie podsadzki pod koniec 2016 roku), KWK Staszic, a także w KWK Mysłowice-Wesoła, reszta kopalń wybierała głównie na zawał.